# 清化県 (四川省)
清化県（せいか-けん）は中華人民共和国四川省にかつて存在した県。現在の広元市旺蒼県南東部に位置する。
南北朝時代、南朝梁が設置した伏強県を前身とする。587年（開皇7年）、隋朝により清化県と改称された。1072年（熙寧5年）、宋朝により廃止された。